# Дендер (футбольний клуб)
Братство футбольного клубу Дендер Еендрахт Гекельгем або просто «Дендер» (нід. Football Club Verbroedering Dender Eendracht Hekelgem) — бельгійський футбольний клуб з міста Дендерлеу. Завдяки перемозі в Національному Дивізіоні 1 Бельгії починаючи з сезону 2022/23 років виступає в Челленджер Про-Лізі.
Названий на честь колишніх клубів КФК «Дендерлеу Еендрахт Гекельгем» та «Вербродерінг Дендерутем», які об'єдналися наприкінці сезону 2004/05 років, а також на честь річки Дендер, яка перетинає місто Дендерлеу. Домашній стадіон — «Флоран Бекманштадіон», розташований у Дендерлеу. Найвище досягнення у чемпіонаті — 15 місце в Першому дивізіоні (у сезонах 2007/08 та 2008/09 років). Клубні кольори — синій і чорний.

## Історія

### Заснування
«Вербродерінг Дендерутем» заснований 1935 року, а 9 бенрезня 1943 року офіційно зареєстрований Королівською Бельгійською футбольною асоціацією. 20 серпня 1944 року вступив до Бельгійського футбольного союзу, де отримав реєстраційний номер 3900. Протягом майже чотирьох десятиліть виступав у регіональних футбольних змаганнях.

### Перші злети
У 1983 році клуб вперше у своїй історії пдвищився в класі, вийшов до найнижчого четвертого дивізіону національного чемпіонату. Проте у загальнонаціональних змаганнях затриматися йому не вдалося, за підсумками сезону клуб безпосередньо вилетів до регіональних змагань. Проте вже наступного року «Дендер» виграє провінційні змагання й повертається до національного чемпіонату. «Дендеру» вдалося протриматися у четвертому дивізіоні до початку 1990-х, у цей період він займав у турнірній позиції місця між дев'ятим і тринадцятим. Проте в сезоні 1993 року клубу не вдалося уникнути пониження в класі, й після восьми поспіль сезонів у загальнонаціональних змаганнях «Дендер» змушений був виступати у вищому дивізіоні провінційного чемпіонату. Прихильники клубу пережили це пониження болісно, оскільки інший принциповий суперник з Дендерлеу того ж сезону виграв чемпіонський титул.

### Повернення до національних змагань та вихід у Третій дивізіон
Цього разу «Дендергаутему» знадобилося три роки, щоб повернутися до Четвертого дивізіону (сталося це у 1996 році). Відтоді він більше ніколи не залишав національних змагань. Два роки по тому фінішував п’ятим і кваліфікувався до останнього раунду плей0оф за право виходу до Третього дивізіону. Послідовно обіграв «Гейденблом Ділсен», «Еендрахт Мелдерт» та «Еендрахт Гекельгем», інший клуб з того ж регіону. Таким чином, «Дендер» отримав місце в третьому дивізіоні разом з «Гекельгемом», який піднявся на третє місце в останньому раунді.
Чотири роки клуб перебував у середині Третього дивізіону. Однак у 2003 році посів 14-те місце, у зв'язку з чим змушений був грати плей-оф за право збереження місця в 3-му дивізіоні. У першому раунді «Дендер» поступився в поєдинку проти «Борнема» і змушений був понизитися в класі. Рік по тому виграв свою групу та повернувся до третього дивізіону. У сезоні 2004/05 років знову перетнувся зі своїм суперником «Дендерлеу», який щойно вилетів з Другого дивізіону. Останній, зокрема, поглинув «Еендрахт Гекельгем» у 2001 році.

### Злиття з «Дендерлеу», злет клубу
«Дендергутем» фінішував на четвертій позиції, зрівнявшись за очками з «Торгутом», який посів третє місце, але на одну перемогу менше. Протягом сезону два президенти, Барт Гіс і Ян Війверман відповідно з «Дендерлеу» і «Дендергаутема», досягли угоди щодо злиття двох клубів наприкінці сезону. Їхня мета – створити великий клуб у «Дендерстріку», який зможе розвиватися та виживати в сучасному футболі.
Злиття було офіційно оформлено 1 липня 2005 року, внаслідок чого утворився футбольний клуб «Братство футбольного клубу Дендер Еендрахт Гекельгем». Клуб зберігає номер 3900, а 5647 Дендерлеу скасовується Федерацією. Нова юридична особа переїжджає на стадіон «Флорен Бікман» у Дендерлеу і відкликає колишнього тренера під номером 5647 Жана-П'єра Ванде Вельде. Клуб використовує кольори старих команд, а саме синій, білий і чорний.
У своєму першому сезоні як «Дендер» чемпіонство у своїй групі та приєднався до Дивізіону 2. Для реєстраційного номера 3900 це перший вихід до вище вказаного турніру. Наступного сезону клуб швидко захопив лідерство в турнірній таблиці, яке зберігав до завершення сезону й 13 травня 2007 року став переможцем другого дивізіону. Таким чином, «Дендер» приєднався до вищого дивізіону через три роки після виходу з Третього дивізіону.

### Два сезони в еліті бельгійського футболу
Старт клубу в еліті бельгійського футболу виявився невдалим, внаслідок чого було звільнено головного тренера команди. Його замінює нідерландець Йоган Боскамп, якому вдається утримувати клуб на найвищому рівні. Сезон 2008/09 років був ключовим для бельгійського футболу, оскільки став останній, в якому в Першому дивізіоні виступало 18 клубів. Після скорочення кількості клубів, визначених Професіональною лігою на наступний сезон, клуби, які посідають п’ятнадцяте та шістнадцяте місця, повинні були грати у фінальному турнірі з двома командами з другого дивізіону, з яких лише переможець підвищувався у класі або залишався і еліті бельнійського футболу на наступний сезон. «Дендер» знову невдало розпочав чемпіонат. Оскільки Йогану довелося перенести операцію на коліні в грудні 2008 року і він тривалий час був поза роботою, виконувачем обов'язків головного тренера призначили Патріка Ассельмана. Боскамп пішов у відставку в травні 2009 року через бійку з Патріком Ассельманом, який змінив його на посаді головного тренера. Клуб до останнього дня боровся, щоб уникнути небезпечної зони, але зрештою фінішував п'ятнадцятим. Потім зіграв у фінальному раунді з іншою командою вищого дивізіону, «Руселаре» та двома командами Другого дивізіону, «Антверпеном» і «Льєрсом». «Дендер» посів друге місце в цьому міні-чемпіонаті й вибув після двох сезонів виступів в еліті.

### Важке повернення до Другого дивізіону та новий виліт
Після вильоту з еліти бельгійського футболу клуб зазнав спортивних і фінансових труднощів. У середині сезону «Дендер» намагався уникнути другого поспіль вильоту, що спонукало керівництво звільнити Ассельмана та замінити його Віталем Боркелмансом. Клубу вдається фінішувати тринадцятим і з великими труднощими уникнути вильоту. У наступному сезоні з вимушено оновленим складом клуб досяг кращих результатів. Йому ледве не вдалося виграти першу половинк чемпіонату, але зрештою «Дендер» фінішував сьомим. Але під час сезону 2011/12 років знову виникли фінансові труднощі і вплинули на результати клубу. Клуб весь сезон бореться за збереження свого місця в дивізіоні, яке клуб мав можливість закріпити за собою в останньому турі. Але поразка у цьому матчі в поєднанні з перемогою «Тірлемона» та нічиєю Сінт-Нікласа відкинув його на передостаннє місце, що означало прямий виліт. Через три роки після вильоту з Першого дивізіону клуб опиняється в Дивізіоні 3. Після цього Віталь Боркелманс покинув клуб.
Після цього пониження ширилися чутки про можливе банкрутство «Дендера», який все ще страждав від фінансових труднощів. Зрештою, клубу вдається зібрати необхідні кошти, щоб заявити команду на чемпіонат. Внаслідок реорганізації футбольних ліг у Бельгії 2016 року «Дендер» збергі за собою місце в аматорському Першому дивізіоні. Після виступів протягом шести сезонів на найвищому рівні аматорського футболу в Бельгії, «Дендер» виграв фінальний раунд у 2022 році з «Льєжем», «Кнокке» та «Дессель Спорту», й знову повернувся у професіональний футбол.

## Досягнення
- Другий дивізіон Бельгії
  -  Чемпіон (1): 2006/07

- Третій дивізіон Бельгії
  -  Чемпіон (1): 2005/06

- Четвертий дивізіон Бельгії
  -  Чемпіон (1): 2003/04

- Національний Дивізіон 1 Бельгії
  -  Чемпіон (1): 2021/22

## Статистика виступів
| Сезон                                                   | Дивізіон | Дивізіон | Дивізіон | Дивізіон | Дивізіон | Дивізіон | Дивізіон | Дивізіон | Дивізіон | Група                   | Очок                                                                            | Коментарі                                                                                               |
|                                                         | I        | I        | II       | III      | IV       | П.I      | П.II     | П.III    | П.IV     |                         |                                                                                 | |
| ------------------------------------------------------- | -------- | -------- | -------- | -------- | -------- | -------- | -------- | -------- | -------- | ----------------------- | ------------------------------------------------------------------------------- | --- |
| Як Братство Дендергутем                                 |          |          |          |          |          |          |          |          |          |                         |                                                                                 | |
| 1976/77                                                 |          |          |          |          |          |          |          |          | 1        | IV пров. Сх. Фландрія   | 51                                                                              | |
| 1977/78                                                 |          |          |          |          |          |          |          | 1        |          | III пров. Сх. Фландрія  | 54                                                                              | |
| 1978/79                                                 |          |          |          |          |          |          | 1        |          |          | II пров. Сх. Фландрія   | 48                                                                              | |
| 1979/80                                                 |          |          |          |          |          | 1        |          |          |          | I пров. Сх. Фландрія    | 46                                                                              | Відбулося пониження, незважаючи на титул                                                                |
| 1980/81                                                 |          |          |          |          |          |          | 1        |          |          | II пров. Сх. Фландрія   | 45                                                                              | |
| 1981/82                                                 |          |          |          |          |          | 3        |          |          |          | I пров. Сх. Фландрія    | 39                                                                              | |
| 1982/83                                                 |          |          |          |          |          | 1        |          |          |          | I пров. Сх. Фландрія    | 43                                                                              | |
| 1983/84                                                 |          |          |          |          | 14       |          |          |          |          | Четвертий дивізіон A    | 26                                                                              | |
| 1984/85                                                 |          |          |          |          |          | 1        |          |          |          | I пров. Сх. Фландрія    | 48                                                                              | |
| 1985/86                                                 |          |          |          |          | 9        |          |          |          |          | Четвертий дивізіон A    | 29                                                                              | |
| 1986/87                                                 |          |          |          |          | 13       |          |          |          |          | Четвертий дивізіон A    | 23                                                                              | |
| 1987/88                                                 |          |          |          |          | 11       |          |          |          |          | Четвертий дивізіон A    | 26                                                                              | |
| 1988/89                                                 |          |          |          |          | 11       |          |          |          |          | Четвертий дивізіон A    | 26                                                                              | |
| 1989/90                                                 |          |          |          |          | 11       |          |          |          |          | Четвертий дивізіон A    | 28                                                                              | |
| 1990/91                                                 |          |          |          |          | 12       |          |          |          |          | Четвертий дивізіон Б    | 26                                                                              | |
| 1991/92                                                 |          |          |          |          | 11       |          |          |          |          | Четвертий дивізіон Б    | 27                                                                              | |
| 1992/93                                                 |          |          |          |          | 16       |          |          |          |          | Четвертий дивізіон Б    | 22                                                                              | |
| 1993/94                                                 |          |          |          |          |          | 5        |          |          |          | I пров. Сх. Фландрія    | 35                                                                              | |
| 1994/95                                                 |          |          |          |          |          | 2        |          |          |          | I пров. Сх. Фландрія    | 40                                                                              | |
| 1995/96                                                 |          |          |          |          |          | 3        |          |          |          | I пров. Сх. Фландрія    | 59                                                                              | |
| 1996/97                                                 |          |          |          |          | 10       |          |          |          |          | Четвертий дивізіон A    | 40                                                                              | |
| 1997/98                                                 |          |          |          |          | 5        |          |          |          |          | Четвертий дивізіон Б    | 50                                                                              | Перемога в останньому раунді проти «Гейденблома Ділсена», «Еендрахта Мелдерт» та «Еендрахта Гекельгрем» |
| 1998/99                                                 |          |          |          | 6        |          |          |          |          |          | Третій дивізіон A       | 45                                                                              | |
| 1999/00                                                 |          |          |          | 11       |          |          |          |          |          | Третій дивізіон A       | 40                                                                              | |
| 2000/01                                                 |          |          |          | 10       |          |          |          |          |          | Третій дивізіон A       | 38                                                                              | |
| 2001/02                                                 |          |          |          | 7        |          |          |          |          |          | Третій дивізіон A       | 45                                                                              | |
| 2002/03                                                 |          |          |          | 14       |          |          |          |          |          | Третій дивізіон A       | 29                                                                              | Поразка в останньому раунді проти «Борнема»                                                             |
| 2003/04                                                 |          |          |          |          | 1        |          |          |          |          | Четвертий дивізіон Б    | 72                                                                              | |
| 2004/05                                                 |          |          |          | 4        |          |          |          |          |          | Третій дивізіон A       | 54                                                                              | |
| Як «Дендер» злиття «Братства Дендергутема» з «Дендерлю» |          |          |          |          |          |          |          |          |          |                         |                                                                                 | |
| 2005/06                                                 |          |          |          | 1        |          |          |          |          |          | Третій дивізіон A       | 65                                                                              | |
| 2006/07                                                 |          |          | 1        |          |          |          |          |          |          | Другий дивізіон Бельгії | 77                                                                              | |
| 2007/08                                                 | 15       | 15       |          |          |          |          |          |          |          | Перший дивізіон Бельгії | 33                                                                              | |
| 2008/09                                                 | 15       | 15       |          |          |          |          |          |          |          | Перший дивізіон Бельгії | 35                                                                              | Другий у фінальному раунді з «Руселаре», «Льєрсом» та «Антверпеном»                                     |
| 2009/10                                                 |          |          | 13       |          |          |          |          |          |          | Другий дивізіон Бельгії | 43                                                                              | |
| 2010/11                                                 |          |          | 7        |          |          |          |          |          |          | Другий дивізіон Бельгії | 49                                                                              | |
| 2011/12                                                 |          |          | 17       |          |          |          |          |          |          | Другий дивізіон Бельгії | 33                                                                              | |
| 2012/13                                                 |          |          |          | 9        |          |          |          |          |          | Третій дивізіон Б       | 51                                                                              | |
| 2013/14                                                 |          |          |          | 11       |          |          |          |          |          | Третій дивізіон А       | 40                                                                              | |
| 2014/15                                                 |          |          |          | 9        |          |          |          |          |          | Третій дивізіон А       | 49                                                                              | Теоретично грав у фінальному раунді проти «Дейнзе», але не мав ліцензії для другого дивізіону.          |
| 2015/16                                                 |          |          |          | 5        |          |          |          |          |          | Третій дивізіон А       | 59                                                                              | |
|                                                         | 1А       | 1Б       | 1Ам      | 2Ам      | 3Ам      | IП       | IIП      | IIIП     | IVП      |                         | Станом на сезон 2016/17 роки існувало 3 національні та 2 регіональні чемпіонатм | Станом на сезон 2016/17 роки існувало 3 національні та 2 регіональні чемпіонатм                         |
| 2016/17                                                 |          |          | 5        |          |          |          |          |          |          | Перший амат. дивізіон   | 50                                                                              | |
| 2017/18                                                 |          |          | 11       |          |          |          |          |          |          | Перший амат. дивізіон   | 36                                                                              | |
| 2018/19                                                 |          |          | 9        |          |          |          |          |          |          | Перший амат. дивізіон   | 40                                                                              | |
| 2019/20                                                 |          |          | 7        |          |          |          |          |          |          | Перший амат. дивізіон   | 31                                                                              | |
| 2020/21                                                 |          |          | 13       |          |          |          |          |          |          | Перший амат. дивізіон   | 0                                                                               | Змагання припинилися, коли Дендер ще не зіграв матч                                                     |
| 2021/22                                                 |          |          | 1        |          |          |          |          |          |          | Перший амат. дивізіон   | 46                                                                              | Перемога у фінальному раунді над «Льєжем», «Кнокке» і «Дессель Спорт»                                   |
| 2022/23                                                 |          |          |          |          |          |          |          |          |          | Другий дивізіон Бельгії |                                                                                 | |

## Склад команди
Станом на 24 січня 2023 року
| №  | Поз. | Нац.     | Гравець           |
| -- | ---- | -------- | ----------------- |
| 1  | ВР   | Бельгія  | Хав'єр Гі         |
| 2  | ЗХ   | Бельгія  | Майк Смет         |
| 3  | ЗХ   | Бельгія  | Веслі Венбелле    |
| 4  | ЗХ   | Бельгія  | К'єтіл Боллі      |
| 5  | ЗХ   | Бельгія  | Ділан Раголле     |
| 6  | ПЗ   | Англія   | Джонні Ровелл     |
| 7  | НП   | Бельгія  | Рідван М'Баркі    |
| 8  | ПЗ   | Бельгія  | Яспер Ван-Уденгув |
| 9  | НП   | Бельгія  | Мішель Лаллеман   |
| 10 | ПЗ   | Бельгія  | Леннард Генс      |
| 11 | НП   | Словенія | Ніколас Райсел    |
| 12 | ПЗ   | Бельгія  | Антуан Де Бодт    |
| 13 | ВР   | Бельгія  | Жульєн Деврендт   |
| 14 | НП   | Бельгія  | Олів'є Міні       |

| №  | Поз. | Нац.      | Гравець                                        |
| -- | ---- | --------- | ---------------------------------------------- |
| 15 | ПЗ   | Бельгія   | Данні Фофана                                   |
| 16 | ЗХ   | Бельгія   | Жиль Рюссен                                    |
| 17 | НП   | Бельгія   | Закарія Аттері                                 |
| 18 | ПЗ   | Бельгія   | Натан Родес                                    |
| 19 | НП   | Туреччина | Тіаго Чукур (орендований у «Фенербахче»)       |
| 20 | ПЗ   | Бельгія   | Александр Де Брюйн (орендований у «Кортрейка») |
| 21 | ЗХ   | Бельгія   | Кобе Колс                                      |
| 22 | ЗХ   | Бельгія   | Ремко Де Бакер                                 |
| 23 | ЗХ   | Україна   | Валерій Дубко                                  |
| 24 | НП   | Бельгія   | йоахім Нгонго                                  |
| 25 | ПЗ   | Бельгія   | Кеннет Гудрет                                  |
| 28 | ЗХ   | Бельгія   | Стефано Марцо                                  |
|    | ЗХ   | Італія    | Маттео Перрі                                   |

### Гравці, які перебувають в оренді
| № | Поз. | Нац.    | Гравець                                                       |
| - | ---- | ------- | ------------------------------------------------------------- |
|   | ЗХ   | Бельгія | Jarno Jourquin (в оренді в «Уденарді» до 30 червня 2023 року) |

## Відомі гравці
- Стефан Демоль
- Тімоті Дерейк
- Ерік Дефляндр
- Тосін Досунму
- Марцин Жевлаков
- Ервін Зуканович
- Арістідес Рохас

## Відомі тренери
- Вітал Боркелманс
- Йоган Боскамп
- Стефан Демоль
- Жакі Мунарон